# Sara Berbel
Sara Berbel Sánchez (Sabadell, 23 de febrero de 1963) es una directiva española, psicóloga doctorada en psicología social y especialista en políticas de igualdad de oportunidades, liderazgo femenino y empresa. Desde el 16 de junio de 2019 es la gerente municipal del Ayuntamiento de Barcelona. De 2016 a 2019 fue directora general de Barcelona Activa. En su trayectoria profesional ha compaginado la enseñanza con diversas responsabilidades en la administración pública: en 2006 presidió el Instituto Catalán de las Mujeres y de 2006 a 2011 fue directora general de Igualdad de Oportunidades en el Departamento de Trabajo de la Generalidad de Cataluña además de ser profesora asociada de la Universidad de Barcelona. Ha publicado diversos trabajos sobre liderazgo de las mujeres, empoderamiento, práctica política y feminismo.

## Trayectoria
Licenciada en Filosofía y Letras (Psicología) por la Universidad Autónoma de Barcelona y doctora en Psicología Social por la Universidad de Barcelona, es investigadora en movimientos sociales y estrategias para el cambio social, especialmente de los grupos de mujeres como agentes activos y ha compaginado su trabajo docente en la Universidad de Barcelona con diversas responsabilidades en la administración pública.
De 1989 a 2002 fue responsable de promoción económica, formación ocupacional, políticas de empleo e igualdad de oportunidades en Barcelona Activa, además de consejera de Bienestar Social del Distrito de Nou Barris de Barcelona.
Entre 2002 y 2004, asumió el cargo de Comisionada de la Alcaldía de Barcelona para las Políticas de Igualdad de Oportunidades. 
En 2006 presidió el Instituto de Presidenta del Instituto Catalán de las Mujeres de la Generalidad de Cataluña y de 2007 a 2011 fue directora general de Igualdad de Oportunidades en el Trabajo de la Generalidad de Cataluña.
En 2012 fue invitada por el Departamento de Estado de los Estados Unidos como experta en liderazgo de género en el International Visitor Leadership Program “Women in Leadership: Advancing Women, Advancing Humanity”, junto con 11 representantes europeas de diferentes países.
De 2011 a 2013 fue Directora de la Red de Economía Social del Ayuntamiento de Barcelona.
En 2014 recibió Premio Aspasia en defensa de la equidad de género en marzo de 2014, otorgado por la red de Directivas y Profesionales de la Acción Social (DDiPAS) y el Observatorio del Tercer Sector por su larga trayectoria en defensa de la igualdad de las mujeres.
En 2015 cofundó Empowerment Hub un espacio de formación de liderazgo e innovación e organización sostenible. En junio de 2016 a junio de 2019 fue directora general de Barcelona Activa. En junio de 2019 fue nombrada por la alcaldesa Ada Colau gerente municipal del Ayuntamiento de Barcelona, asumiendo la responsabilidad de dirigir la ejecución de los planes municipales y coordinar las gerencias en las distintas áreas y distritos sustituyendo a Jordi Martí nuevo edil del consistorio por Barcelona en Comú.

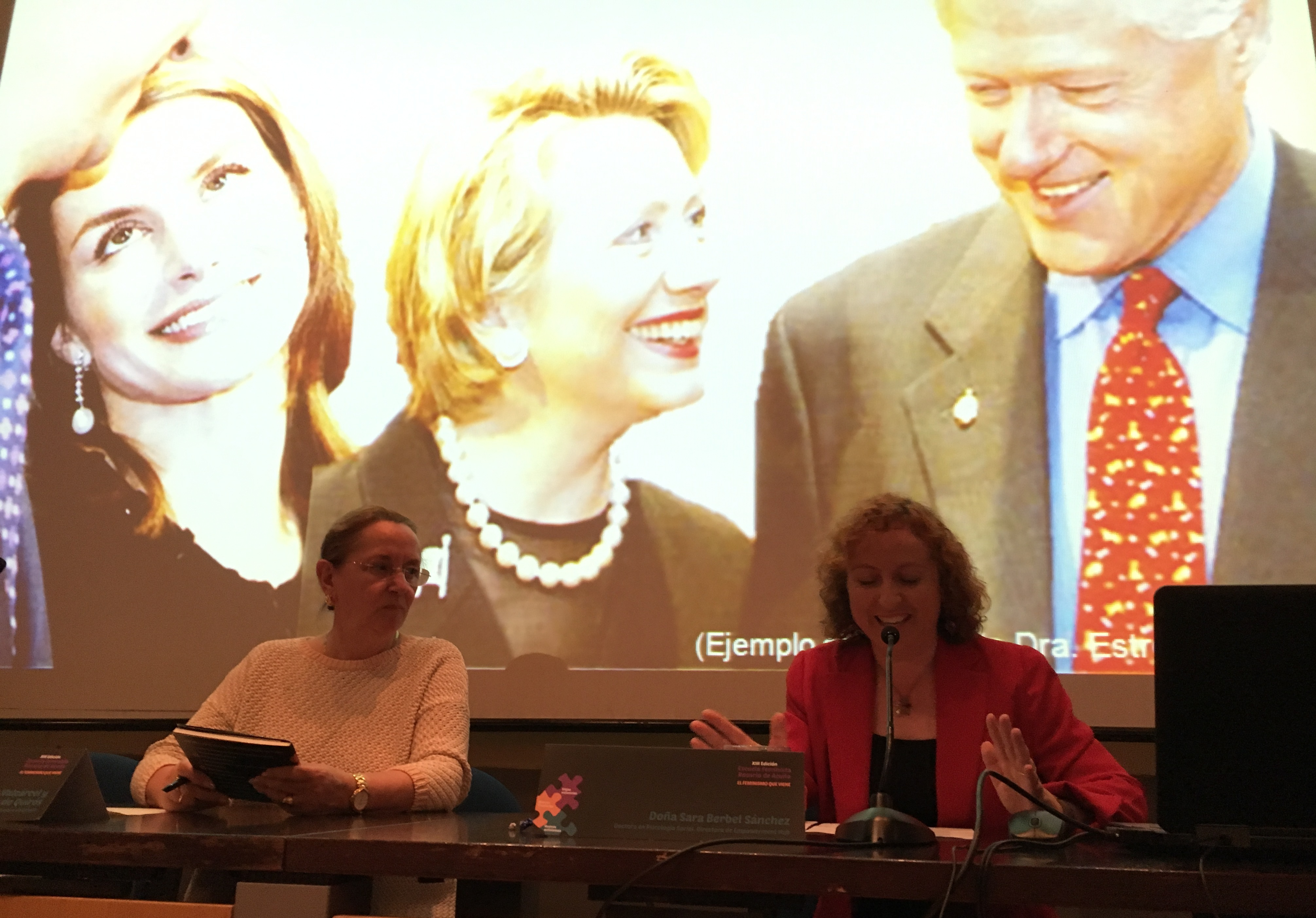
Amelia Valcárcel y Sara Berbel en la Escuela de Verano Rosario Acuña. Gijón 2016

## Publicaciones
- 1997 Procesos grupales e intergrupales en Psicología de los Grupos. Teoría y Aplicación Alonso, Rafael y Berbel, Sara.  Ed. Síntesis. Madrid, 1997.
- 2001 El cuerpo silenciado, una aproximación a la identidad femenina Berbel, Sara y Pi-Sunyer, Teresa.  Ed. Viena. Barcelona ISBN 84-8330-128-8.
- 2004 Sin cadenas: Nuevas formas de libertad en el siglo XXI. Berbel, Sara. Ediciones Narcea. Madrid ISBN 84-277-1456-4.[10]
- 2013 Directivas y empresarias. Mujeres rompiendo el techo de cristal. Berbel, Sara.  Editorial Aresta. Barcelona, 2013. ISBN 9788493959784.
- 2013 Ideas que cambian el mundo. Una mirada desde la izquierda feminista. Berbel, Sara, Cárdenas, Maribel y Paleo, Natalia.  Editorial Cátedra. Madrid ISBN 9788437631660.